# Starrsläktet
Starrsläktet (Carex) är ett släkte i familjen halvgräs. Det är ett mycket artrikt släkte fleråriga växter och vanligt i nästan hela Sverige, framför allt där marken är fuktig, som i kärr, vid sjöstränder och i vattensamlingar. Men släktet innehåller även flera arter som växer i normaltorr jord, som ängar och skogsbackar. Deras strån är oftast trekantiga och saknar ledknutar. Bladen är platta eller rännformade, ofta med sträva kanter. Starrarnas blommor är skildkönade, men de flesta arterna är sambyggare och endast några få är tvåbyggare. Blommorna är samlade i ax som antingen är enkla eller är sammansatta av småax. Axen är alltid placerade i toppen av strået, oftast med hanaxen överst. Hanaxen består av en mängd små blommor och är inte sammansatta. Varje hanblomma har ett eget skärmblad och består av endast tre ståndare. Kalkblad saknas helt. Honaxen är sammansatta och varje honblomma består av ett av två sammanvuxna kalkfjäll bildat så kallat axfjäll, ur vars mynning pistillernas märken skjuter fram för att ta emot de med vinden kringförda pollenen. Frukten är en trekantig nöt som är innesluten i den efter blomningen kvarsittande kalken, som också kan kallas fruktgömme.
För en säker bestämning av art krävs oftast någorlunda mogna fruktgömmen. Släktet omfattar 117 arter i Norden och cirka 1 000 arter i världen, särskilt i kalla och tempererade områden. Släktet är det största i Nordens flora, bortsett från släkten med apomixis.

## Arttyper
De arter som naturligt växer i Sverige har här delats upp i artificiella grupper utifrån några kännetecken som är lätta att iaktta hos starrar. Dessa kännetecken säger dock ingenting om släktskapsförhållandena. 

### Ett ensamt ax i stråets topp
| Enkönat ax · Tvåkönat ax |                    |                             |
| ------------------------ | ------------------ | --------------------------- |
| Enkönat ax · Tvåkönat ax | Arktisk staggstarr | (C. nardina ssp. hepburnii) |
| Enkönat ax · Tvåkönat ax | Björnstarr         | (C. ursina)                 |
| Enkönat ax · Tvåkönat ax | Borststarr         | (C. microglochin)           |
| Enkönat ax · Tvåkönat ax | Grönlandsstarr     | (C. scirpoidea)             |
| Enkönat ax · Tvåkönat ax | Huvudstarr         | (C. capitata)               |
| Enkönat ax · Tvåkönat ax | Klippstarr         | (C. rupestris)              |
| Enkönat ax · Tvåkönat ax | Lappstarr          | (C. parallella)             |
| Enkönat ax · Tvåkönat ax | Loppstarr          | (C. pulicaris)              |
| Enkönat ax · Tvåkönat ax | Nålstarr           | (C. dioica)                 |
| Enkönat ax · Tvåkönat ax | Renstarr           | (C. arctogena)              |
| Enkönat ax · Tvåkönat ax | Staggstarr         | (C. nardina ssp. nardina)   |
| Enkönat ax · Tvåkönat ax | Taggstarr          | (C. pauciflora)             |
| Enkönat ax · Tvåkönat ax | Trubbstarr         | (C. obtusata)               |

### Flera ax som är lika, hanblommor i axens spets
| Hanblommor överst |                |                                    |
| ----------------- | -------------- | ---------------------------------- |
| Hanblommor överst | Blankstarr     | (C. otrubae) syn. (Carex nemorosa) |
| Hanblommor överst | Bågstarr       | (C. maritima)                      |
| Hanblommor överst | Långstarr      | (C. divulsa ssp. leersii)          |
| Hanblommor överst | Mörk snårstarr | (C. muricata)                      |
| Hanblommor överst | Piggstarr      | (C. spicata)                       |
| Hanblommor överst | Plattstarr     | (C. disticha)                      |
| Hanblommor överst | Rävstarr       | (C. vulpina)                       |
| Hanblommor överst | Sandstarr      | (C. arenaria)                      |
| Hanblommor överst | Snårstarr      | (C. pairaei)                       |
| Hanblommor överst | Spädstarr      | (C. disperma)                      |
| Hanblommor överst | Strängstarr    | (C. chordorrhiza)                  |
| Hanblommor överst | Tagelstarr     | (C. appropinquata)                 |
| Hanblommor överst | Trindstarr     | (C. diandra)                       |
| Hanblommor överst | Vippstarr      | (C. paniculata)                    |

### Flera ax som är lika, hanblommor vid axets bas eller endast vid toppax
|                 |                                    |
| --------------- | ---------------------------------- |
| Brokstarr       | (C. bicolor)                       |
| Dvärgstarr      | (C. rufina)                        |
| Fjällklubbstarr | (C. buxbaumii ssp. mutica)         |
| Fjällstarr      | (C. norvegica ssp. norvegica)      |
| Gråstarr        | (C. canescens)                     |
| Harstarr        | (C. ovalis)                        |
| Hartmanstarr    | (C. hartmanii)                     |
| Kanadastarr     | (C. tribuloides)                   |
| Klapperstarr    | (C. glareosa)                      |
| Klubbstarr      | (C. buxbaumii ssp. buxbaumii)      |
| Kärrnickstarr   | (C. brunnescens var. laetior)      |
| Lämmelstarr     | (C. macloviana)                    |
| Myrstarr        | (C. helonastes)                    |
| Nickstarr       | (C. brunnescens)                   |
| Nordstarr       | (C. lapponica)                     |
| Norskstarr      | (C. mackenziei)                    |
| Rankstarr       | (C. elongata)                      |
| Repestarr       | (C. loliacea)                      |
| Ripstarr        | (C. lachenalii)                    |
| Rysstarr        | (C. praecox)                       |
| Skärmstarr      | (C. remota)                        |
| Slaktoppsstarr  | (C. straminea)                     |
| Sotstarr        | (C. fuliginosa ssp. misandra)      |
| Stjärnstarr     | (C. echinata)                      |
| Stubbstarr      | (C. amblyorhyncha)                 |
| Svartstarr      | (C. atrata)                        |
| Svepestarr      | (C. bohemica) syn. (C. cyperoides) |
| Taigastarr      | (C. norvegica ssp. inferalpina)    |
| Tågstarr        | (C. tenuiflora)                    |
| Vägstarr        | (C. praticola)                     |
| Ölandsstarr     | (C. ligerica)                      |

### Flera ax som är olika, med han- och honax; två märken
| Bild saknas |                    |                                   |
| ----------- | ------------------ | --------------------------------- |
| Bild saknas | Bunkestarr         | (C. elata ssp. elata)             |
| Bild saknas | Finnmarksstarr     | (C. salina)                       |
| Bild saknas | Glansstarr         | (C. saxatilis)                    |
| Bild saknas | Hundstarr          | (C. nigra var. nigra)             |
| Bild saknas | Ishavsstarr        | (C. subspathacea)                 |
| Bild saknas | Islandsstarr       | (C. lyngbyei)                     |
| Bild saknas | Klittstarr         | (C. trinervis)                    |
| Bild saknas | Norrlandsstarr     | (C. aquatilis ssp. aquatilis)     |
| Bild saknas | Omskstarr          | (C. elata ssp. omskiana)          |
| Bild saknas | Saltstarr          | (C. vacillans)                    |
| Bild saknas | Sibirisk styvstarr | (C. bigelowii ssp. arctisibirica) |
| Bild saknas | Strandstarr        | (C. paleacea)                     |
| Bild saknas | Styltstarr         | (C. nigra var. juncea)            |
| Bild saknas | Tundrastarr        | (C. aquatilis ssp. stans)         |
| Bild saknas | Tuvad hundstarr    | (C. nigra var. recta)             |
| Bild saknas | Tuvstarr           | (C. cespitosa)                    |
| Bild saknas | Vanlig styvstarr   | (C. bigelowii ssp. rigada)        |
| Bild saknas | Vasstarr           | (C. acuta)                        |
| Bild saknas | Österbottensstarr  | (C. halophila)                    |

### Flera ax som är olika, med han- och honax; tre märken
|                  |                                   |
| ---------------- | --------------------------------- |
| Arktisk hårstarr | (C. capillaris ssp. fuscidula)    |
| Backstarr        | (C. ericetorum)                   |
| Blekstarr        | (C. pallescens)                   |
| Blåsstarr        | (C. vesicaria)                    |
| Brunstarr        | (C. acutiformis)                  |
| Dystarr          | (C. limosa)                       |
| Finnstarr        | (C. atherodes)                    |
| Finstarr         | (C. krausei)                      |
| Flaskstarr       | (C. rostrata)                     |
| Frösöstarr       | (C. pediformis ssp. rhizodes)     |
| Fågelstarr       | (C. ornithopoda)                  |
| Glesstarr        | (C. distans)                      |
| Grusstarr        | (C. hirta)                        |
| Grönstarr        | (C. demissa)                      |
| Gölstarr         | (C. stenolepis)                   |
| Hedstarr         | (C. binervis)                     |
| Hirsstarr        | (C. panicea)                      |
| Hårstarr         | (C. capillaris ssp. capillaris)   |
| Hängstarr        | (C. pendula)                      |
| Indianstarr      | (C. intumescens)                  |
| Isstarr          | (C. glacialis)                    |
| Jämtstarr        | (C. lepidocarpa ssp. jemtlandica) |
| Jättestarr       | (C. riparia)                      |
| Klotstarr        | (C. globularis)                   |
| Knagglestarr     | (C. flava)                        |
| Kolstarr         | (C. holostroma)                   |
| Liten ärtstarr   | (C. viridula ssp. pulchella)      |
| Luddstarr        | (C. tomentosa)                    |
| Lundstarr        | (C. montana)                      |
| Myggstarr        | (C. rariflora)                    |
| Näbbstarr        | (C. lepidocarpa ssp. lepidocarpa) |
| Pillerstarr      | (C. pilulifera)                   |
| Prickstarr       | (C. punctata)                     |
| Rundstarr        | (C. rotundata)                    |
| Segstarr         | (C. extensa)                      |
| Skogsstarr       | (C. sylvatica)                    |
| Slakstarr        | (C. laxa)                         |
| Slankstarr       | (C. flacca)                       |
| Slidstarr        | (C. vaginata)                     |
| Slokstarr        | (C. pseudocyperus)                |
| Smalaxstarr      | (C. strigosa)                     |
| Stiftstarr       | (C. styrola)                      |
| Sumpstarr        | (C. magellanica ssp. irrigua)     |
| Svedstarr        | (C. atrofusca)                    |
| Trådstarr        | (C. lasiocarpa)                   |
| Vispstarr        | (C. digitata)                     |
| Vitstarr         | (C. livida)                       |
| Vårstarr         | (C. caryophyllea)                 |
| Åsstarr          | (C. pallens)                      |
| Älvstarr         | (C. rhynchophysa)                 |
| Ängsstarr        | (C. hostiana)                     |
| Ärtstarr         | (C. viridula ssp. viridula)       |

## Dottertaxa till starrsläktet, i alfabetisk ordning[1]
- Carex abitibiana
- Carex aboriginum
- Carex abortiva
- Carex abrupta
- Carex abscondita
- Carex acaulis
- Carex accrescens
- Carex acicularis
- Carex acidicola
- Carex acocksii
- Carex acuta
- Carex acutata
- Carex acutiformis
- Carex adelostoma
- Carex adrienii
- Carex adulterina
- Carex adusta
- Carex aematorrhyncha
- Carex aequialta
- Carex aestivaliformis
- Carex aestivalis
- Carex aethiopica
- Carex agglomerata
- Carex aggregata
- Carex akitaensis
- Carex akiyamana
- Carex alajica
- Carex alata
- Carex alba
- Carex albertii
- Carex albert-smithii
- Carex albicans
- Carex albida
- Carex albidibasis
- Carex albolutescens
- Carex albonigra
- Carex alboviridis
- Carex albula
- Carex albursina
- Carex algida
- Carex allanii
- Carex alligata
- Carex alliiformis
- Carex allivescens
- Carex allolepis
- Carex alluvialis
- Carex alma
- Carex almii
- Carex alopecoidea
- Carex alopecuroides
- Carex alsatica
- Carex alsophila
- Carex alta
- Carex altaica
- Carex amgunensis
- Carex amicta
- Carex amphibola
- Carex amplectens
- Carex amplifolia
- Carex andersonii
- Carex andicola
- Carex andina
- Carex andringitrensis
- Carex angolensis
- Carex angustata
- Carex angustispica
- Carex angustisquama
- Carex angustiutricula
- Carex aniaiensis
- Carex anisoneura
- Carex anisostachys
- Carex annectens
- Carex anningensis
- Carex anomoea
- Carex anthoxanthea
- Carex anticostensis
- Carex antoniensis
- Carex aperta
- Carex aphanolepis
- Carex aphylla
- Carex aphyllopus
- Carex apiahyensis
- Carex apoiensis
- Carex appalachica
- Carex appendiculata
- Carex appressa
- Carex appropinquata
- Carex aquatilis
- Carex aquilonalis
- Carex arakanei
- Carex arapahoensis
- Carex arcatica
- Carex archeri
- Carex arcta
- Carex arctata
- Carex arctiformis
- Carex arctophila
- Carex arenaria
- Carex arenicola
- Carex argentina
- Carex argunensis
- Carex argyi
- Carex argyrantha
- Carex aridula
- Carex arisanensis
- Carex aristatisquamata
- Carex aristulifera
- Carex arkansana
- Carex arnellii
- Carex arnottiana
- Carex arsenei
- Carex arthuriana
- Carex aschersonii
- Carex ascotreta
- Carex asperifructus
- Carex asraoi
- Carex assiniboinensis
- Carex asturica
- Carex asynchrona
- Carex atherodes
- Carex athrostachya
- Carex atlantica
- Carex atractodes
- Carex atrata
- Carex atratiformis
- Carex atrivaginata
- Carex atrofusca
- Carex atrofuscoides
- Carex atropicta
- Carex atrosquama
- Carex atroviridis
- Carex aueri
- Carex augustini
- Carex augustinowiczii
- Carex aurea
- Carex aureolensis
- Carex auroniensis
- Carex austrina
- Carex austroalpina
- Carex austroamericana
- Carex austrocaroliniana
- Carex austrokoreensis
- Carex austromexicana
- Carex austro-occidentalis
- Carex austrosinensis
- Carex austrozhejiangensis
- Carex autumnalis
- Carex aztecica
- Carex azuayae
- Carex baccans
- Carex backii
- Carex baileyi
- Carex baimaensis
- Carex baiposhanensis
- Carex bakkeriana
- Carex balansae
- Carex baldensis
- Carex balfourii
- Carex ballsii
- Carex baltzellii
- Carex bambusetorum
- Carex banksii
- Carex baohuashanica
- Carex barbarae
- Carex barbata
- Carex baronii
- Carex barrattii
- Carex basiantha
- Carex bathiei
- Carex bavicola
- Carex bebbii
- Carex beckii
- Carex beckmanniana
- Carex beckmannii
- Carex bella
- Carex bengyana
- Carex benkei
- Carex bequaertii
- Carex berggrenii
- Carex bermudiana
- Carex berteroana
- Carex bichenoviana
- Carex bicknellii
- Carex bicolor
- Carex biegensis
- Carex bigelowii
- Carex biharica
- Carex bijiangensis
- Carex bilateralis
- Carex biltmoreana
- Carex binderi
- Carex binervis
- Carex bitchuensis
- Carex blakei
- Carex blanda
- Carex blepharicarpa
- Carex blinii
- Carex bodinieri
- Carex boecheriana
- Carex boelckeiana
- Carex boenninghausiana
- Carex bogstadensis
- Carex bohemica
- Carex bolanderi
- Carex bolina
- Carex boliviensis
- Carex bonanzensis
- Carex bonariensis
- Carex bonplandii
- Carex boottiana
- Carex borbonica
- Carex borealihinganica
- Carex borii
- Carex boryana
- Carex bosoensis
- Carex bostrychostigma
- Carex brachyanthera
- Carex brachycalama
- Carex brachystachys
- Carex bracteosa
- Carex bradei
- Carex brainerdii
- Carex brasiliensis
- Carex brassii
- Carex breweri
- Carex breviaristata
- Carex brevicollis
- Carex breviculmis
- Carex brevicuspis
- Carex brevior
- Carex breviscapa
- Carex brizoides
- Carex bromoides
- Carex brongniartii
- Carex brownii
- Carex brunnea
- Carex brunnescens
- Carex brunnipes
- Carex brysonii
- Carex buchananii
- Carex bucharica
- Carex buekii
- Carex bulbostylis
- Carex bullata
- Carex burchelliana
- Carex burttii
- Carex bushii
- Carex buxbaumii
- Carex caduca
- Carex caeligena
- Carex caesariensis
- Carex caespititia
- Carex calcicola
- Carex calcifugens
- Carex calcis
- Carex californica
- Carex callista
- Carex callitrichos
- Carex cambodiensis
- Carex camposii
- Carex campylorhina
- Carex canaliculata
- Carex canariensis
- Carex candrianii
- Carex canescens
- Carex canina
- Carex capillacea
- Carex capillaris
- Carex capilliculmis
- Carex capilliformis
- Carex capitata
- Carex capitellata
- Carex capricornis
- Carex cardiolepis
- Carex careyana
- Carex cariei
- Carex caroliniana
- Carex carsei
- Carex caryophyllea
- Carex castanea
- Carex castanostachya
- Carex castroviejoi
- Carex catamarcensis
- Carex cataphyllodes
- Carex cataractae
- Carex caucasica
- Carex caudata
- Carex caudispicata
- Carex cavaleriensis
- Carex caxinensis
- Carex celebica
- Carex cenantha
- Carex cephaloidea
- Carex cephalophora
- Carex cephalotes
- Carex cercidascus
- Carex cespitosa
- Carex cetica
- Carex ceylanica
- Carex chaffanjonii
- Carex chalciolepis
- Carex changmuensis
- Carex chaofangii
- Carex chapmanii
- Carex chathamica
- Carex cheniana
- Carex cherokeensis
- Carex chiapensis
- Carex chichijimensis
- Carex chihuahuensis
- Carex chikungana
- Carex chillanensis
- Carex chinensis
- Carex chinganensis
- Carex chinoi
- Carex chiovendae
- Carex chiwuana
- Carex chlorantha
- Carex chlorocephalula
- Carex chlorosaccus
- Carex chlorostachys
- Carex chorda
- Carex chordorrhiza
- Carex chosenica
- Carex chrysolepis
- Carex chuana
- Carex chuii
- Carex chungii
- Carex cilicica
- Carex cinerascens
- Carex circinnata
- Carex cirrhosa
- Carex cirrhulosa
- Carex clausa
- Carex clavata
- Carex clivorum
- Carex cochinchinensis
- Carex cochranei
- Carex cockayniana
- Carex colchica
- Carex colensoi
- Carex collifera
- Carex collimitanea
- Carex collinsii
- Carex collumanthus
- Carex comans
- Carex commixta
- Carex communis
- Carex comosa
- Carex complanata
- Carex composita
- Carex concinna
- Carex concinnoides
- Carex condensata
- Carex conferta
- Carex confertospicata
- Carex congdonii
- Carex congestiflora
- Carex congolensis
- Carex conica
- Carex conjuncta
- Carex connectens
- Carex conoidea
- Carex conoides
- Carex consanguinea
- Carex conspecta
- Carex conspissata
- Carex constanceana
- Carex continua
- Carex contracta
- Carex cordillerana
- Carex cordouei
- Carex coriacea
- Carex coriogyne
- Carex coriophora
- Carex corrugata
- Carex corstorphinei
- Carex cortesii
- Carex costei
- Carex coulteri
- Carex courtallensis
- Carex coxiana
- Carex cranaocarpa
- Carex craspedotricha
- Carex crassibasis
- Carex crassiflora
- Carex crawei
- Carex crawfordii
- Carex crebra
- Carex crebriflora
- Carex cremnicola
- Carex cremostachys
- Carex crepinii
- Carex cretica
- Carex crinita
- Carex crinitoides
- Carex cristatella
- Carex cruciata
- Carex cruenta
- Carex crus-corvi
- Carex cryptochlaena
- Carex cryptolepis
- Carex cryptostachys
- Carex csomadensis
- Carex cubensis
- Carex cuchumatanensis
- Carex culmenicola
- Carex cumberlandensis
- Carex cumulata
- Carex cuprina
- Carex curaica
- Carex curatorum
- Carex curvicollis
- Carex curviculmis
- Carex curvula
- Carex cusickii
- Carex cuspidosa
- Carex cylindrostachys
- Carex cyprica
- Carex dabieensis
- Carex dahurica
- Carex dailingensis
- Carex daisenensis
- Carex dallii
- Carex daltonii
- Carex damiaoshanensis
- Carex danielis
- Carex darwinii
- Carex dasycarpa
- Carex davalliana
- Carex davidii
- Carex david-smithii
- Carex davisii
- Carex davyi
- Carex dayuongensis
- Carex deamii
- Carex debeauxii
- Carex debilis
- Carex decaulescens
- Carex decidua
- Carex deciduisquama
- Carex declinata
- Carex decolorans
- Carex decomposita
- Carex decora
- Carex decurtata
- Carex deflexa
- Carex deinbolliana
- Carex delavayi
- Carex delicata
- Carex densa
- Carex densicaespitosa
- Carex densifimbriata
- Carex densinervosa
- Carex densipilosa
- Carex depauperata
- Carex depressa
- Carex deqinensis
- Carex derelicta
- Carex descendens
- Carex deserta
- Carex desponsa
- Carex deweyana
- Carex devia
- Carex dianae
- Carex diandra
- Carex diastena
- Carex dickinsii
- Carex dielsiana
- Carex digitalis
- Carex digitata
- Carex diluta
- Carex diminuta
- Carex dimorpholepis
- Carex dioica
- Carex diplodon
- Carex dipsacea
- Carex dispalata
- Carex disperma
- Carex dissita
- Carex dissitiflora
- Carex dissitispicula
- Carex distachya
- Carex distans
- Carex distentiformis
- Carex disticha
- Carex distracta
- Carex divisa
- Carex divulsa
- Carex doenitzii
- Carex doisutepensis
- Carex dolichogyne
- Carex dolichostachya
- Carex dolomitica
- Carex doniana
- Carex donnell-smithii
- Carex douglasii
- Carex drakensbergensis
- Carex drepanorhyncha
- Carex druceana
- Carex drymophila
- Carex ducellieri
- Carex duereriana
- Carex dufftii
- Carex dumanii
- Carex dunniana
- Carex durangensis
- Carex durieui
- Carex duriuscula
- Carex dusenii
- Carex duvaliana
- Carex earistata
- Carex ebenea
- Carex eburnea
- Carex echinata
- Carex echinochloe
- Carex echinochloiformis
- Carex echinodes
- Carex echinus
- Carex ecklonii
- Carex ecostata
- Carex ecuadorica
- Carex edgariae
- Carex edwardsiana
- Carex egglestonii
- Carex egorovae
- Carex ekmanii
- Carex elanescens
- Carex elata
- Carex elatior
- Carex eleusinoides
- Carex elgonensis
- Carex elingamita
- Carex elisabethae
- Carex elliottii
- Carex elongata
- Carex eluta
- Carex elynoides
- Carex elytroides
- Carex eminens
- Carex emmae
- Carex emoryi
- Carex endlichii
- Carex enervis
- Carex engelmannii
- Carex enneastachya
- Carex enokii
- Carex enysii
- Carex erawinensis
- Carex ereica
- Carex eremitica
- Carex eremopyroides
- Carex eremostachya
- Carex ericetorum
- Carex eriocarpa
- Carex eriophylla
- Carex erythrobasis
- Carex erythrorrhiza
- Carex esquiroliana
- Carex esquirolii
- Carex euprepes
- Carex evadens
- Carex evoluta
- Carex excelsa
- Carex exilis
- Carex exsalina
- Carex exsiccata
- Carex extensa
- Carex faberiana
- Carex fargesii
- Carex fastigiata
- Carex favratii
- Carex feanii
- Carex fecunda
- Carex feddeana
- Carex fedia
- Carex felixii
- Carex fenghuangshanica
- Carex ferdinandi-sauteri
- Carex fernandezensis
- Carex ferruginea
- Carex festivelloides
- Carex festucacea
- Carex feta
- Carex figertii
- Carex filamentosa
- Carex filicina
- Carex filifolia
- Carex filiformis
- Carex filipedunculata
- Carex filipes
- Carex filkukae
- Carex fimbriata
- Carex finitima
- Carex firma
- Carex firmicaulis
- Carex firmior
- Carex fischeri
- Carex fissa
- Carex fissuricola
- Carex flabellata
- Carex flacca
- Carex flaccosperma
- Carex flagellifera
- Carex flava
- Carex flavicans
- Carex flaviformis
- Carex flavocuspis
- Carex flexirostris
- Carex floridana
- Carex fluviatilis
- Carex foenea
- Carex foetida
- Carex fokienensis
- Carex foliosissima
- Carex folliculata
- Carex foraminata
- Carex foraminatiformis
- Carex forficula
- Carex formosa
- Carex forrestii
- Carex forsteri
- Carex fossa
- Carex fracta
- Carex fragilis
- Carex fragosoana
- Carex frankii
- Carex fretalis
- Carex fridtzii
- Carex friesii
- Carex frigida
- Carex fritschii
- Carex fructus
- Carex fucata
- Carex fuliginosa
- Carex fulta
- Carex fulva
- Carex fulvorubescens
- Carex funhuangshanica
- Carex funingensis
- Carex furva
- Carex fusanensis
- Carex fuscolutea
- Carex fuscula
- Carex fusiformis
- Carex fussii
- Carex gandakiensis
- Carex garberi
- Carex gaudichaudiana
- Carex gaudiniana
- Carex gayana
- Carex gemella
- Carex geminata
- Carex genkaiensis
- Carex gentilis
- Carex geophila
- Carex gerhardtii
- Carex geyeri
- Carex gholsonii
- Carex gibba
- Carex gibbsiae
- Carex gibertii
- Carex gifuensis
- Carex gigantea
- Carex ginsiensis
- Carex giraldiana
- Carex giraudiasii
- Carex glabrescens
- Carex glacialis
- Carex glareosa
- Carex glaucescens
- Carex glauciformis
- Carex glaucodea
- Carex globistylosa
- Carex globosa
- Carex globularis
- Carex globulosa
- Carex glomerabilis
- Carex glossostigma
- Carex gmelinii
- Carex godfreyi
- Carex goligongshanensis
- Carex gonggaensis
- Carex gongshanensis
- Carex gotoi
- Carex goyenii
- Carex gracilenta
- Carex graciliflora
- Carex gracilior
- Carex gracillima
- Carex graeffeana
- Carex grallatoria
- Carex graminiculmis
- Carex graminifolia
- Carex grandiligulata
- Carex granifera
- Carex grantii
- Carex granularis
- Carex gravida
- Carex grayi
- Carex griersonii
- Carex grioletii
- Carex grisea
- Carex grossii
- Carex guatemalensis
- Carex guffroyana
- Carex guffroyi
- Carex gunniana
- Carex gynaecandra
- Carex gynandra
- Carex gynocrates
- Carex gynodynama
- Carex hachijoensis
- Carex haematolepis
- Carex haematorrhyncha
- Carex haematosaccus
- Carex haematostoma
- Carex hageri
- Carex hakkodensis
- Carex hakonemontana
- Carex hakonensis
- Carex halleriana
- Carex halliana
- Carex hallii
- Carex halophila
- Carex hanamninhensis
- Carex hancockiana
- Carex handelii
- Carex hanensis
- Carex hangtongensis
- Carex hangzhouensis
- Carex hanseniana
- Carex harfordii
- Carex harlandii
- Carex harrysmithii
- Carex hartii
- Carex hartmanii
- Carex hashimotoi
- Carex hassei
- Carex hassiana
- Carex hastata
- Carex hattoriana
- Carex hatuyenensis
- Carex haydeniana
- Carex haydenii
- Carex hebecarpa
- Carex hebes
- Carex hebetata
- Carex hectori
- Carex heleonastes
- Carex helferi
- Carex helleri
- Carex helodes
- Carex helvola
- Carex hemineuros
- Carex hendersonii
- Carex henryi
- Carex hermannii
- Carex herteri
- Carex heshuonensis
- Carex heterodoxa
- Carex heterolepis
- Carex heteroneura
- Carex heterophyta
- Carex heterostachya
- Carex heudesii
- Carex hexinensis
- Carex hezhouensis
- Carex hibernica
- Carex hieronymi
- Carex hilairei
- Carex hilaireioides
- Carex hildebrandtiana
- Carex himalaica
- Carex hinnulea
- Carex hirsutella
- Carex hirta
- Carex hirtelloides
- Carex hirticaulis
- Carex hirtifolia
- Carex hirtigluma
- Carex hirtissima
- Carex hirtiutriculata
- Carex hispida
- Carex hitchcockiana
- Carex hoatiensis
- Carex hochstetteriana
- Carex hokarsarensis
- Carex holostoma
- Carex holotricha
- Carex hondoensis
- Carex hongnoensis
- Carex hongyuanensis
- Carex hoodii
- Carex hookeri
- Carex hookeriana
- Carex hoozanensis
- Carex hopeiensis
- Carex hordeistichos
- Carex hormathodes
- Carex horsfieldii
- Carex hostiana
- Carex hotaizanensis
- Carex houghtoniana
- Carex hovarum
- Carex huashanica
- Carex hubbardii
- Carex huehueteca
- Carex hultenii
- Carex humahuacaensis
- Carex humbertiana
- Carex humbertii
- Carex humboldtiana
- Carex humida
- Carex humilis
- Carex humpatensis
- Carex huolushanensis
- Carex husnotiana
- Carex hwangii
- Carex hyalina
- Carex hyalinolepis
- Carex hymenodon
- Carex hymenolepis
- Carex hypandra
- Carex hypaneura
- Carex hypoblephara
- Carex hypochlora
- Carex hypolytroides
- Carex hypsipedos
- Carex hypsobates
- Carex hystericina
- Carex idahoa
- Carex idzuroei
- Carex iljinii
- Carex illegitima
- Carex illota
- Carex ilseana
- Carex imandrensis
- Carex impexa
- Carex impressinervia
- Carex impura
- Carex inamii
- Carex inanis
- Carex incisa
- Carex inclinis
- Carex incomitata
- Carex incurviformis
- Carex indica
- Carex indiciformis
- Carex indistincta
- Carex indosinica
- Carex infirminervia
- Carex infossa
- Carex infuscata
- Carex inopinata
- Carex inops
- Carex insaniae
- Carex insignis
- Carex insularis
- Carex integra
- Carex interior
- Carex interjecta
- Carex interrupta
- Carex intumescens
- Carex inversa
- Carex inversonervosa
- Carex involuta
- Carex iraqensis
- Carex ischnogyne
- Carex ischnostachya
- Carex ivanoviae
- Carex ixtapalucensis
- Carex iynx
- Carex jacens
- Carex jackiana
- Carex jacutica
- Carex jaegeri
- Carex jaluensis
- Carex jamesii
- Carex jamesonii
- Carex jankowskii
- Carex japonica
- Carex jeanpertii
- Carex jiaodongensis
- Carex jinfoshanensis
- Carex jizhuangensis
- Carex johnstonii
- Carex jonesii
- Carex joorii
- Carex josephi-schmittii
- Carex jubozanensis
- Carex juniperorum
- Carex justi-schmidtii
- Carex juvenilis
- Carex kabanovii
- Carex kagoshimensis
- Carex kaloides
- Carex kansuensis
- Carex kaoi
- Carex karlongensis
- Carex karoi
- Carex kashmirensis
- Carex kattaeana
- Carex kauaiensis
- Carex kenaica
- Carex kermadecensis
- Carex ketonensis
- Carex khoii
- Carex kiangsuensis
- Carex killickii
- Carex kimurae
- Carex kingii
- Carex kiotensis
- Carex kirganica
- Carex kirinensis
- Carex kirkii
- Carex kitaibeliana
- Carex klamathensis
- Carex klaphakei
- Carex knieskernii
- Carex knorringiae
- Carex kobomugi
- Carex koestlinii
- Carex kohtsii
- Carex korkischkoae
- Carex korshinskyi
- Carex koshewnikowii
- Carex koyaensis
- Carex krajinae
- Carex kraliana
- Carex krascheninnikovii
- Carex krausei
- Carex kreczetoviczii
- Carex kuchunensis
- Carex kucyniakii
- Carex kuekenthaliana
- Carex kuekenthalii
- Carex kujuzana
- Carex kulingana
- Carex kumaonensis
- Carex kunlunsanensis
- Carex kurdica
- Carex kurilensis
- Carex kurtziana
- Carex kwangsiensis
- Carex kwangtoushanica
- Carex kyyhkynenii
- Carex lachenalii
- Carex lacistoma
- Carex lackowitziana
- Carex lacustris
- Carex laeta
- Carex laeviconica
- Carex laeviculmis
- Carex laevigata
- Carex laevissima
- Carex laevivaginata
- Carex lageniformis
- Carex laggeri
- Carex lagunensis
- Carex lainzii
- Carex lambertiana
- Carex lamprocarpa
- Carex lamprochlamys
- Carex lancangensis
- Carex lanceisquama
- Carex lanceolata
- Carex lancifolia
- Carex lancisquamata
- Carex langeana
- Carex langii
- Carex lankana
- Carex laosensis
- Carex lapazensis
- Carex lapponica
- Carex larensis
- Carex laricetorum
- Carex lasiocarpa
- Carex lasiolepis
- Carex latebracteata
- Carex lateralis
- Carex lateriflora
- Carex laticeps
- Carex latisquamea
- Carex lativena
- Carex lausii
- Carex laxa
- Carex laxiculmis
- Carex laxiflora
- Carex leavenworthii
- Carex lebrunii
- Carex ledebouriana
- Carex leersii
- Carex lehmannii
- Carex leiorhyncha
- Carex lemanniana
- Carex lemmonii
- Carex lenta
- Carex lenticularis
- Carex lepida
- Carex leporina
- Carex leporinella
- Carex leptalea
- Carex leptoblasta
- Carex leptonervia
- Carex leptopoda
- Carex lessoniana
- Carex leucantha
- Carex lianchengensis
- Carex libera
- Carex lidii
- Carex ligata
- Carex ligniciensis
- Carex ligulata
- Carex limnicola
- Carex limnogena
- Carex limosa
- Carex limosoides
- Carex limprichtiana
- Carex limula
- Carex lindleyana
- Carex lingii
- Carex liouana
- Carex liparocarpos
- Carex liqingii
- Carex lithophila
- Carex litorhyncha
- Carex litorosa
- Carex litvinovii
- Carex liui
- Carex livida
- Carex lobolepis
- Carex lobulirostris
- Carex loheri
- Carex loliacea
- Carex lonchocarpa
- Carex longhiensis
- Carex longibrachiata
- Carex longicaulis
- Carex longicruris
- Carex longiculmis
- Carex longicuspis
- Carex longii
- Carex longiligula
- Carex longipes
- Carex longirostrata
- Carex longispiculata
- Carex longissima
- Carex longpanlaensis
- Carex longqishanensis
- Carex longshengensis
- Carex lophocarpa
- Carex loretii
- Carex louisianica
- Carex lowei
- Carex lucorum
- Carex luctuosa
- Carex ludibunda
- Carex lupuliformis
- Carex lupulina
- Carex lurida
- Carex luridiformis
- Carex lushanensis
- Carex lutea
- Carex luteola
- Carex luzulifolia
- Carex luzulina
- Carex lycurus
- Carex lyi
- Carex lyngbyei
- Carex maackii
- Carex macilenta
- Carex mackenziana
- Carex mackenziei
- Carex macloviana
- Carex macounii
- Carex macrandrolepis
- Carex macrocephala
- Carex macrochaeta
- Carex macrolepis
- Carex macrophyllidion
- Carex macrorrhiza
- Carex macrosandra
- Carex macrosolen
- Carex macrostigmatica
- Carex macrostyla
- Carex maculata
- Carex madagascariensis
- Carex madrensis
- Carex magacis
- Carex magellanica
- Carex magnoutriculata
- Carex mairei
- Carex makinoensis
- Carex makuensis
- Carex malaccensis
- Carex malmei
- Carex malyschevii
- Carex manca
- Carex manciformis
- Carex mandoniana
- Carex mandshurica
- Carex manginii
- Carex manhartii
- Carex mannii
- Carex maorica
- Carex maorshanica
- Carex maquensis
- Carex marahuacana
- Carex marianensis
- Carex marina
- Carex mariposana
- Carex maritima
- Carex markgrafii
- Carex marshallii
- Carex martini
- Carex martynenkoi
- Carex massonii
- Carex matsumurae
- Carex maubertiana
- Carex maximowiczii
- Carex mayebarana
- Carex mckittrickensis
- Carex mcvaughii
- Carex meadii
- Carex media
- Carex mediterranea
- Carex medwedewii
- Carex meeboldiana
- Carex meihsienica
- Carex meiocarpa
- Carex melanantha
- Carex melananthiformis
- Carex melanocarpa
- Carex melanocephala
- Carex melanorrhyncha
- Carex melanostachya
- Carex melinacra
- Carex membranacea
- Carex mendica
- Carex mendocinensis
- Carex meridiana
- Carex merritt-fernaldii
- Carex mertensii
- Carex merxmuelleri
- Carex mesochorea
- Carex metallica
- Carex meyenii
- Carex meyeriana
- Carex michauxiana
- Carex michelii
- Carex michoacana
- Carex micrantha
- Carex microcarpa
- Carex microchaeta
- Carex microdonta
- Carex microglochin
- Carex micropoda
- Carex microptera
- Carex microrhyncha
- Carex microstachya
- Carex microstyla
- Carex middendorffii
- Carex millsii
- Carex mingrelica
- Carex minuticulmis
- Carex minutiscabra
- Carex minutissima
- Carex minxianensis
- Carex minxianica
- Carex mira
- Carex misera
- Carex missouriensis
- Carex mitchelliana
- Carex mithala
- Carex mitrata
- Carex miyabei
- Carex mochomuensis
- Carex molesta
- Carex molestiformis
- Carex molinae
- Carex mollicula
- Carex mollissima
- Carex monodynama
- Carex monostachya
- Carex monotropa
- Carex montana
- Carex montanoaltaica
- Carex montis-eeka
- Carex montis-everesti
- Carex montis-wutaii
- Carex moorcroftii
- Carex moorei
- Carex morii
- Carex moriyoshiensis
- Carex morrowii
- Carex mosoynensis
- Carex mossii
- Carex motuoensis
- Carex moupinensis
- Carex mucronata
- Carex mucronatiformis
- Carex mucronulata
- Carex muehlenbergii
- Carex muelleri
- Carex muelleriana
- Carex muliensis
- Carex multicaulis
- Carex multicostata
- Carex munda
- Carex munipoorensis
- Carex munroi
- Carex muricata
- Carex muriculata
- Carex musashiensis
- Carex musei
- Carex muskingumensis
- Carex myosurus
- Carex nachiana
- Carex nairii
- Carex nakaoana
- Carex nakasimae
- Carex nanchuanensis
- Carex nandadeviensis
- Carex nangtciangensis
- Carex nardina
- Carex neblinensis
- Carex nebraskensis
- Carex nebularum
- Carex neesiana
- Carex negrii
- Carex nelmesiana
- Carex nelsonii
- Carex nemostachys
- Carex nemurensis
- Carex neobigelowii
- Carex neochevalieri
- Carex neodigyna
- Carex neofilipendula
- Carex neofilipes
- Carex neoguinensis
- Carex neohebridensis
- Carex neokukenthaliana
- Carex neomiliaris
- Carex neopetelotii
- Carex neopolycephala
- Carex neorigida
- Carex nervata
- Carex nervina
- Carex neurocarpa
- Carex neurophora
- Carex nevadensis
- Carex nicoloffii
- Carex niederleiniana
- Carex nigerrima
- Carex nigra
- Carex nigricans
- Carex nigromarginata
- Carex nikolskensis
- Carex ninagongensis
- Carex nitidiutriculata
- Carex nivalis
- Carex nodaeana
- Carex nodiflora
- Carex nordica
- Carex normalis
- Carex norvegica
- Carex notha
- Carex nova
- Carex novae-angliae
- Carex novogaliciana
- Carex nubens
- Carex nubigena
- Carex nudata
- Carex oberrodensis
- Carex obispoensis
- Carex oblanceolata
- Carex obliquicarpa
- Carex obliquitruncata
- Carex obnupta
- Carex obovatosquamata
- Carex obscura
- Carex obscuriceps
- Carex obtusata
- Carex occidentalis
- Carex ochrochlamys
- Carex ochrosaccus
- Carex oedipostyla
- Carex oedorrhampha
- Carex oenensis
- Carex ohmuelleriana
- Carex okamotoi
- Carex oklahomensis
- Carex olbiensis
- Carex oligantha
- Carex oligocarpa
- Carex oligocarya
- Carex oligosperma
- Carex oligostachya
- Carex olivacea
- Carex olivieri
- Carex olneyi
- Carex omeiensis
- Carex omeyica
- Carex omiana
- Carex omurae
- Carex oneillii
- Carex onoei
- Carex opaca
- Carex ophiolithica
- Carex ophiopogon
- Carex orbicularinucis
- Carex orbicularis
- Carex oreocharis
- Carex oreophila
- Carex orizabae
- Carex ormostachya
- Carex ornithopoda
- Carex oronensis
- Carex orthostemon
- Carex oshimensis
- Carex otaruensis
- Carex otayai
- Carex otomana
- Carex ouachitana
- Carex ovatispiculata
- Carex ownbeyi
- Carex ovoidoconica
- Carex oxyandra
- Carex oxylepis
- Carex oxyphylla
- Carex ozarkana
- Carex pachygyna
- Carex pachyneura
- Carex pachystylis
- Carex paczoskii
- Carex paeninsulae
- Carex pairae
- Carex palawanensis
- Carex paleacea
- Carex pallescens
- Carex pallidula
- Carex paludivagans
- Carex pamirensis
- Carex pandanophylla
- Carex panicea
- Carex paniculata
- Carex panormitana
- Carex pansa
- Carex papillosissima
- Carex paponii
- Carex papulosa
- Carex paracuraica
- Carex parallela
- Carex parryana
- Carex parva
- Carex parviflora
- Carex parvigluma
- Carex patagonica
- Carex patuensis
- Carex pauciflora
- Carex paucimascula
- Carex paulii
- Carex paulo-vargasii
- Carex paupera
- Carex paxii
- Carex paysonis
- Carex peckii
- Carex pediformis
- Carex pedunculata
- Carex peiktusanii
- Carex peliosanthifolia
- Carex pellita
- Carex pelocarpa
- Carex pendula
- Carex penduliformis
- Carex pensylvanica
- Carex perakensis
- Carex percostata
- Carex perdentata
- Carex peregrina
- Carex perglobosa
- Carex pergracilis
- Carex perlonga
- Carex perprava
- Carex perraudieriana
- Carex persalina
- Carex pertenuis
- Carex peruviana
- Carex peruvida
- Carex petasata
- Carex petelotii
- Carex petitiana
- Carex petricosa
- Carex petriei
- Carex peucophila
- Carex phacota
- Carex phaenocarpa
- Carex phaeocephala
- Carex phaeodon
- Carex phaeothrix
- Carex phalaroides
- Carex phankei
- Carex phoenicis
- Carex phragmitoides
- Carex phyllocaula
- Carex phyllocephala
- Carex phyllostachys
- Carex physocarpoides
- Carex physodes
- Carex pichinchensis
- Carex picta
- Carex pigra
- Carex pilosa
- Carex pilosiuscula
- Carex pilulifera
- Carex pinophila
- Carex pisanoi
- Carex pisiformis
- Carex pityophila
- Carex planata
- Carex planiculmis
- Carex planiscapa
- Carex planispicata
- Carex planostachys
- Carex plantaginea
- Carex platyphylla
- Carex platysperma
- Carex plectobasis
- Carex pleiandra
- Carex pleioneura
- Carex pleiostachys
- Carex pleurocaula
- Carex ploettneriana
- Carex pluriflora
- Carex poculisquama
- Carex podocarpa
- Carex podogyna
- Carex poeppigii
- Carex poilanei
- Carex polyantha
- Carex polycephala
- Carex polymascula
- Carex polymorpha
- Carex polyschoenoides
- Carex polystachya
- Carex polysticha
- Carex pomiensis
- Carex pontica
- Carex popovii
- Carex porrecta
- Carex potosina
- Carex praeceptorium
- Carex praeclara
- Carex praecox
- Carex praegracilis
- Carex praelonga
- Carex prahliana
- Carex prainii
- Carex prairea
- Carex prasina
- Carex praticola
- Carex preissii
- Carex prescottiana
- Carex preslii
- Carex preussii
- Carex pringlei
- Carex projecta
- Carex prolixa
- Carex prolongata
- Carex proposita
- Carex provotii
- Carex proxima
- Carex pruinosa
- Carex przewalskii
- Carex pseudoaperta
- Carex pseudoaxillaris
- Carex pseudobicolor
- Carex pseudobrizoides
- Carex pseudochinensis
- Carex pseudocuraica
- Carex pseudocyperus
- Carex pseudodahurica
- Carex pseudodispalata
- Carex pseudofoetida
- Carex pseudohelvola
- Carex pseudohumilis
- Carex pseudohypochlora
- Carex pseudolaticeps
- Carex pseudoligulata
- Carex pseudololiacea
- Carex pseudomacloviana
- Carex pseudomairei
- Carex pseudophyllocephala
- Carex pseudosadoensis
- Carex pseudospachiana
- Carex pseudosupina
- Carex pseudotristachya
- Carex pseudovulpina
- Carex psilocarpa
- Carex psychrophila
- Carex pterocarpa
- Carex pterocaulos
- Carex pubigluma
- Carex pudica
- Carex pulchra
- Carex pulchrifolia
- Carex pulicaris
- Carex pumila
- Carex punctata
- Carex purdiei
- Carex purpleovaginalis
- Carex purpureosquamata
- Carex purpureotincta
- Carex purpureovagina
- Carex purpureovaginata
- Carex purpurifera
- Carex putjatini
- Carex putuoensis
- Carex pycnostachys
- Carex pygmaea
- Carex pyramidalis
- Carex pyrenaica
- Carex qingdaoensis
- Carex qinghaiensis
- Carex qingliangensis
- Carex qingyangensis
- Carex qiyunensis
- Carex quadriflora
- Carex quebecensis
- Carex queretarensis
- Carex quichensis
- Carex quirponensis
- Carex raciborskii
- Carex raddei
- Carex radfordii
- Carex radiata
- Carex radicalis
- Carex radiciflora
- Carex radicina
- Carex rafflesiana
- Carex raleighii
- Carex ramenskii
- Carex ramentaceofructus
- Carex ramosa
- Carex ramosii
- Carex randalpina
- Carex raoulii
- Carex raphidocarpa
- Carex rara
- Carex rariflora
- Carex ratongensis
- Carex raynoldsii
- Carex recta
- Carex reducta
- Carex regeliana
- Carex reichei
- Carex reinii
- Carex relaxa
- Carex remota
- Carex remotiuscula
- Carex renauldii
- Carex reniformis
- Carex renschiana
- Carex repanda
- Carex repens
- Carex reptabunda
- Carex resectans
- Carex retroflexa
- Carex retrofracta
- Carex retrorsa
- Carex reznicekii
- Carex rhizina
- Carex rhodesiaca
- Carex rhombifructus
- Carex rhynchachaenium
- Carex rhynchoperigynium
- Carex rhynchophora
- Carex richardsonii
- Carex ridongensis
- Carex rieseana
- Carex rigidioides
- Carex rikuchiuensis
- Carex riloensis
- Carex riparia
- Carex rivulorum
- Carex roanensis
- Carex roraimensis
- Carex rorulenta
- Carex rosea
- Carex rossiana
- Carex rossii
- Carex rostellifera
- Carex rostrata
- Carex rotae
- Carex rotundata
- Carex rubicunda
- Carex rubrobrunnea
- Carex rufina
- Carex rufulistolon
- Carex rugata
- Carex rugulosa
- Carex runssoroensis
- Carex rupestris
- Carex rupicola
- Carex ruralis
- Carex rutenbergiana
- Carex ruthii
- Carex ruthsatziae
- Carex rzedowskii
- Carex sabulosa
- Carex sacerdotis
- Carex sacrosancta
- Carex sadoensis
- Carex sagaensis
- Carex sagei
- Carex sahnii
- Carex sajanensis
- Carex sakaguchii
- Carex sakonis
- Carex salina
- Carex salisiana
- Carex saltaensis
- Carex sambiranensis
- Carex sampsonii
- Carex sanctae-marthae
- Carex sanionis
- Carex sarawaketensis
- Carex sardloqensis
- Carex sartwelliana
- Carex sartwellii
- Carex satakeana
- Carex satsumensis
- Carex savaiiensis
- Carex saxatilis
- Carex saxenii
- Carex saxicola
- Carex saximontana
- Carex scabrata
- Carex scabrella
- Carex scabrifolia
- Carex scabripes
- Carex scabrirostris
- Carex scabrisacca
- Carex scabriuscula
- Carex scaposa
- Carex schaffneri
- Carex schallertii
- Carex schiedeana
- Carex schliebenii
- Carex schmidtii
- Carex schneideri
- Carex schottii
- Carex schuetzeana
- Carex schwackeana
- Carex schweinitzii
- Carex scirpoidea
- Carex scita
- Carex scitiformis
- Carex scitula
- Carex sclerocarpa
- Carex scolopendriformis
- Carex scoparia
- Carex scopulorum
- Carex secalina
- Carex secta
- Carex sectoides
- Carex sedakowii
- Carex sellowiana
- Carex semihyalofructa
- Carex sempervirens
- Carex senayana
- Carex sendaica
- Carex sendtneriana
- Carex senta
- Carex seorsa
- Carex seposita
- Carex serpenticola
- Carex serratodens
- Carex serravalensis
- Carex serreana
- Carex seticulmis
- Carex setifolia
- Carex setigera
- Carex setigluma
- Carex setispica
- Carex setosa
- Carex shaanxiensis
- Carex shakushizawaensis
- Carex shandanica
- Carex shanensis
- Carex shangchengensis
- Carex shanghangensis
- Carex sheldonii
- Carex shimidzensis
- Carex shinanoana
- Carex shinnersii
- Carex shiriyajirensis
- Carex shortiana
- Carex shuangbaiensis
- Carex shuchengensis
- Carex siccata
- Carex sichouensis
- Carex siderosticta
- Carex silicea
- Carex silvestrii
- Carex simensis
- Carex simulans
- Carex simulata
- Carex sinclairii
- Carex sinoaristata
- Carex sinodissitiflora
- Carex sinomairei
- Carex siroumensis
- Carex skottsbergiana
- Carex socialis
- Carex sociata
- Carex soczavaeana
- Carex sodiroi
- Carex soerensenii
- Carex sohachii
- Carex solandri
- Carex songorica
- Carex sooi
- Carex sordida
- Carex sorianoi
- Carex sororia
- Carex sozusensis
- Carex spachiana
- Carex sparganioides
- Carex specifica
- Carex speciosa
- Carex spectabilis
- Carex specuicola
- Carex sphaerogyna
- Carex spicata
- Carex spicatopaniculata
- Carex spicigera
- Carex spiculosa
- Carex spinirostris
- Carex spissa
- Carex spongiosa
- Carex sprengelii
- Carex squamigera
- Carex squarrosa
- Carex standleyana
- Carex stenantha
- Carex stenocarpa
- Carex stenolepis
- Carex stenophylla
- Carex stenoptila
- Carex stenostachys
- Carex sterilis
- Carex steudneri
- Carex stevenii
- Carex steyermarkii
- Carex stipata
- Carex stiphrogyne
- Carex stipitinux
- Carex stipitiutriculata
- Carex stokesii
- Carex stracheyi
- Carex stramentitia
- Carex straminea
- Carex straminiformis
- Carex streptorrhampha
- Carex striata
- Carex striatula
- Carex stricta
- Carex stricticulmis
- Carex strictiformis
- Carex strigosa
- Carex strigosula
- Carex stuessyi
- Carex stygia
- Carex styloflexa
- Carex stylosa
- Carex subandrogyna
- Carex subantarctica
- Carex subbracteata
- Carex subcapitata
- Carex subcernua
- Carex subcostata
- Carex subdivulsa
- Carex subdola
- Carex subebracteata
- Carex suberecta
- Carex subfilicinoides
- Carex subfuegiana
- Carex subimpressa
- Carex subinclinata
- Carex subinflata
- Carex sublateralis
- Carex submollicula
- Carex subnigricans
- Carex subpaleacea
- Carex subpatula
- Carex subperakensis
- Carex subphysodes
- Carex subpumila
- Carex subrecta
- Carex subscabrella
- Carex subspathacea
- Carex subtransversa
- Carex subtumida
- Carex subumbellata
- Carex suifunensis
- Carex sullivantii
- Carex sumikawaensis
- Carex superata
- Carex supina
- Carex sutchuensis
- Carex suziella
- Carex swanii
- Carex sychnocephala
- Carex sylvatica
- Carex sylvenii
- Carex tachirensis
- Carex tahitensis
- Carex tahoensis
- Carex taihokuensis
- Carex taihuensis
- Carex taipaishanica
- Carex takoensis
- Carex taldycola
- Carex tamana
- Carex tangiana
- Carex tangii
- Carex tangulashanensis
- Carex tapintzensis
- Carex taprobanensis
- Carex tarumensis
- Carex tashiroana
- Carex tasmanica
- Carex tatjanae
- Carex tatsiensis
- Carex tavoyensis
- Carex tegulata
- Carex teinogyna
- Carex tenax
- Carex tenebricans
- Carex tenebrosa
- Carex tenejapensis
- Carex tenelliformis
- Carex tenera
- Carex tenuiculmis
- Carex tenuiflora
- Carex tenuiformis
- Carex tenuinervis
- Carex tenuior
- Carex tenuipaniculata
- Carex tenuiseta
- Carex tenuispicula
- Carex teres
- Carex tereticaulis
- Carex ternaria
- Carex tessellata
- Carex testacea
- Carex tetanica
- Carex tetrastachya
- Carex texensis
- Carex thailandica
- Carex thanikaimoniana
- Carex thibetica
- Carex thomsonii
- Carex thornei
- Carex thouarsii
- Carex thunbergii
- Carex thurberi
- Carex tianmushanica
- Carex tianschanica
- Carex timida
- Carex timmiana
- Carex tincta
- Carex titovii
- Carex toezensis
- Carex tojquianensis
- Carex tokarensis
- Carex tolucensis
- Carex tompkinsii
- Carex tonsa
- Carex toreadora
- Carex torgesiana
- Carex tornabenei
- Carex toroensis
- Carex torreyi
- Carex torta
- Carex tovarensis
- Carex townsendii
- Carex toyoshimae
- Carex trachycarpa
- Carex trachycystis
- Carex traiziscana
- Carex transandina
- Carex transcaucasica
- Carex trautvetteriana
- Carex traversii
- Carex treverica
- Carex triangularis
- Carex tribuloides
- Carex tricephala
- Carex trichina
- Carex trichocarpa
- Carex trichodes
- Carex tricholepis
- Carex trichophylla
- Carex tricolor
- Carex trifida
- Carex trigonosperma
- Carex trinervis
- Carex triquetra
- Carex trisperma
- Carex tristachya
- Carex tristis
- Carex trongii
- Carex troodi
- Carex truncatigluma
- Carex tsaiana
- Carex tsaratananensis
- Carex tsiangii
- Carex tsoi
- Carex tsushimensis
- Carex tuberculata
- Carex tubulosa
- Carex tuckermanii
- Carex tucumanensis
- Carex tumidula
- Carex tuminensis
- Carex tumulicola
- Carex tungfangensis
- Carex tunimanensis
- Carex turbinata
- Carex turfosa
- Carex turgescens
- Carex turkestanica
- Carex turrita
- Carex turuli
- Carex turumiquirensis
- Carex tweediana
- Carex typhina
- Carex uda
- Carex uechtritziana
- Carex ulobasis
- Carex umbellata
- Carex umbrosa
- Carex umbrosiformis
- Carex uncifolia
- Carex ungavensis
- Carex ungurensis
- Carex unilateralis
- Carex unisexualis
- Carex urelytra
- Carex ursina
- Carex uruguensis
- Carex ussuriensis
- Carex utriculata
- Carex uzenensis
- Carex vacillans
- Carex vaginata
- Carex wahlenbergiana
- Carex wahuensis
- Carex wakatipu
- Carex walasii
- Carex valbrayi
- Carex walkeri
- Carex wallichiana
- Carex vallicola
- Carex vallis-pulchrae
- Carex vallis-rosetto
- Carex van-heurckii
- Carex wawuensis
- Carex wenshanensis
- Carex ventosa
- Carex venusta
- Carex werdermannii
- Carex vernacula
- Carex verrucosa
- Carex verticillata
- Carex vesca
- Carex vesicaria
- Carex vesicata
- Carex vesiculosa
- Carex vestita
- Carex vexans
- Carex whitneyi
- Carex viadrina
- Carex vicinalis
- Carex wiegandii
- Carex vietnamica
- Carex wightiana
- Carex villacensis
- Carex willdenowii
- Carex williamsii
- Carex vimariensis
- Carex winkelmannii
- Carex winterbottomii
- Carex virescens
- Carex viridimarginata
- Carex viridula
- Carex vixdentata
- Carex wolteri
- Carex woodii
- Carex wootonii
- Carex vratislaviensis
- Carex wui
- Carex vulcani
- Carex vulpina
- Carex vulpinaris
- Carex vulpinoidea
- Carex wushanensis
- Carex wutuensis
- Carex wuyishanensis
- Carex xanthocarpa
- Carex xerantica
- Carex xiangxiensis
- Carex xiphium
- Carex yajiangensis
- Carex yamatsutana
- Carex yangshuoensis
- Carex yasuii
- Carex yonganensis
- Carex ypsilandrifolia
- Carex yuexiensis
- Carex yulungshanensis
- Carex yunlingensis
- Carex yunnanensis
- Carex yunyiana
- Carex yushuensis
- Carex zahnii
- Carex zekogensis
- Carex zhenkangensis
- Carex zhonghaiensis
- Carex zizaniifolia
- Carex zuluensis
- Carex zunyiensis

## Osorterade arter
- Spikklubbestarr (C. grayi) - Förekommer i Nordamerika.
- Strutstarr (C. alba)

## Bilder

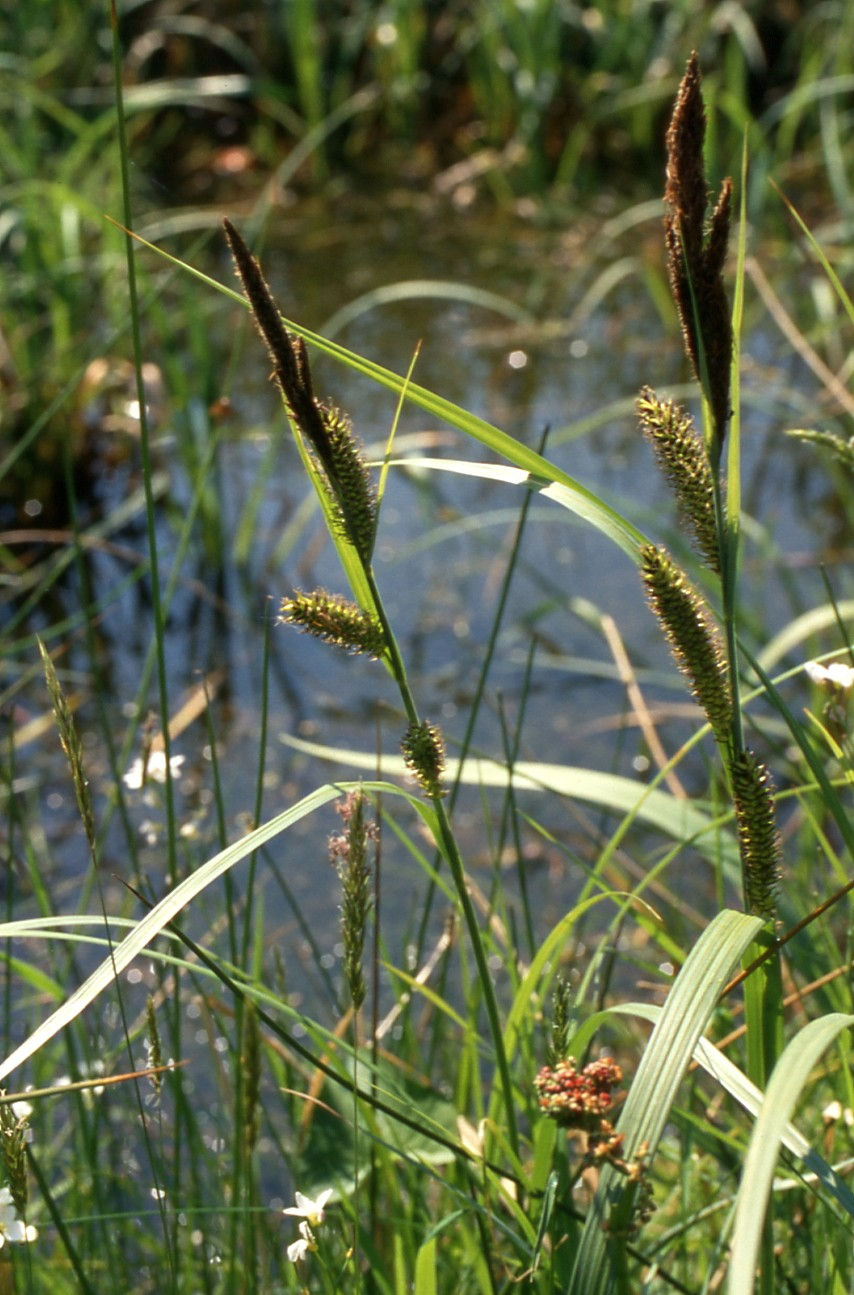
Jättestarr
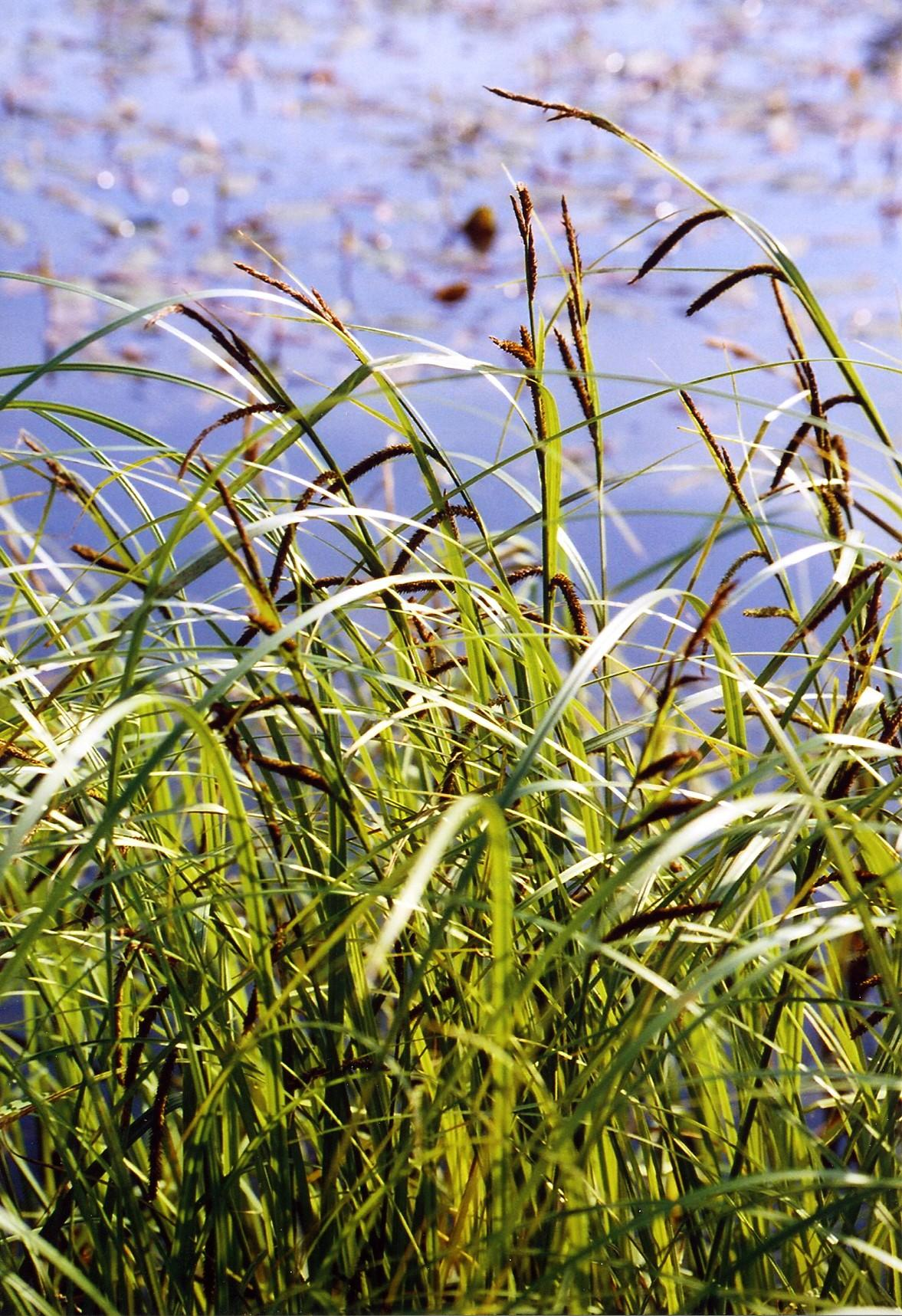
Vasstarr
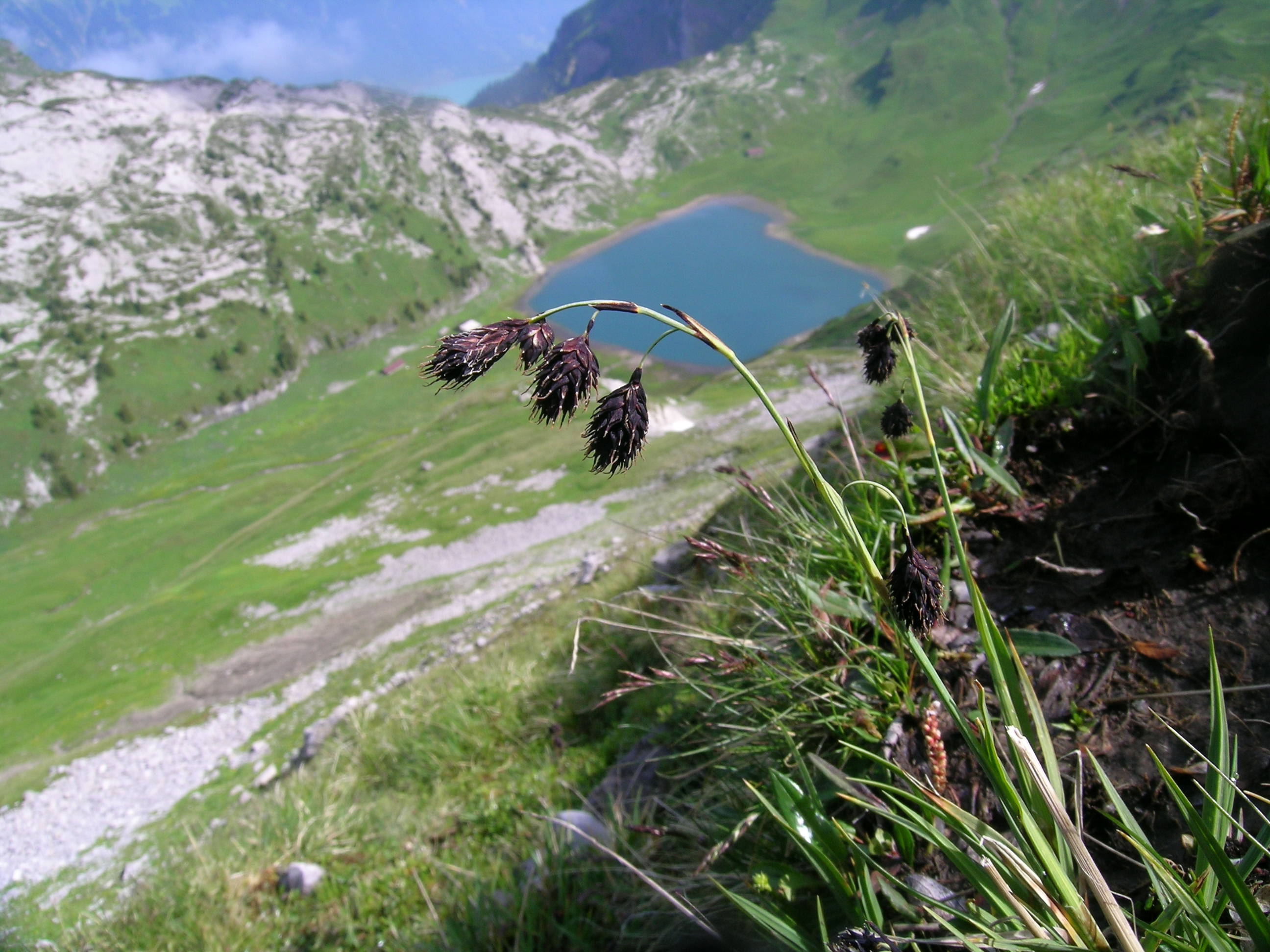
Svedstarr
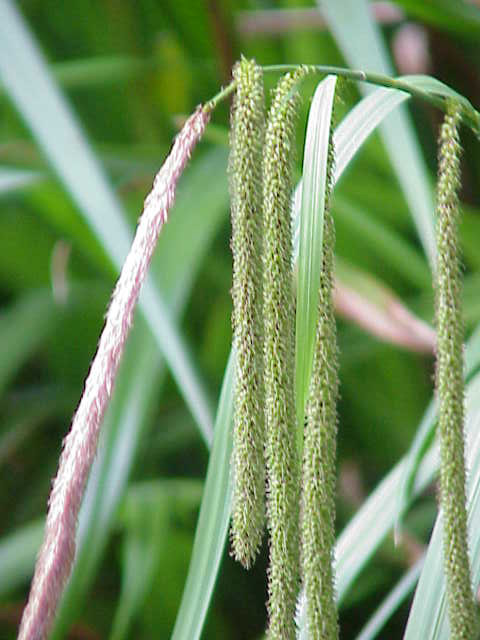
Hängstarr
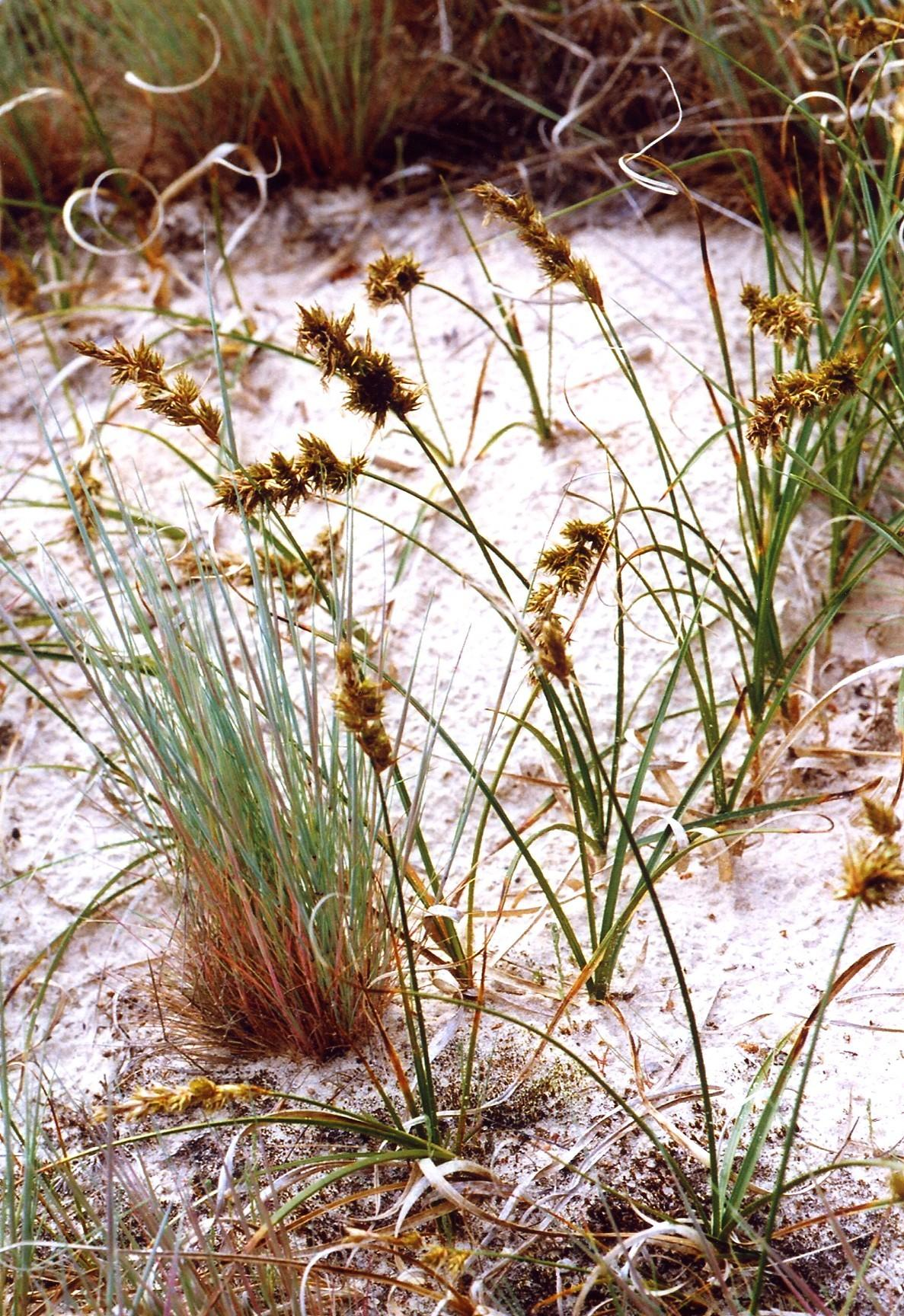
Sandstarr
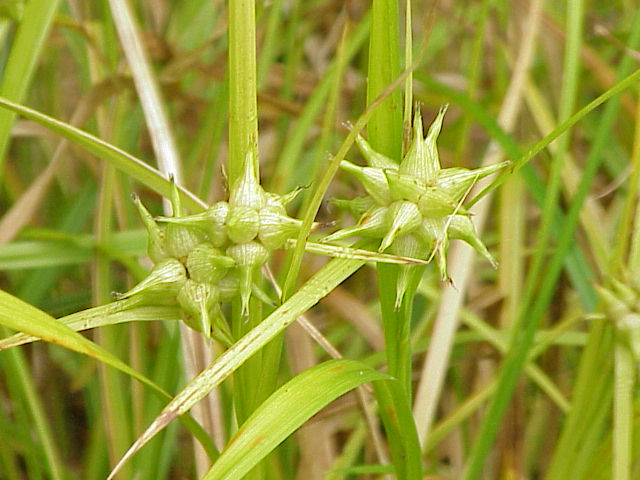
Spikklubbestarr
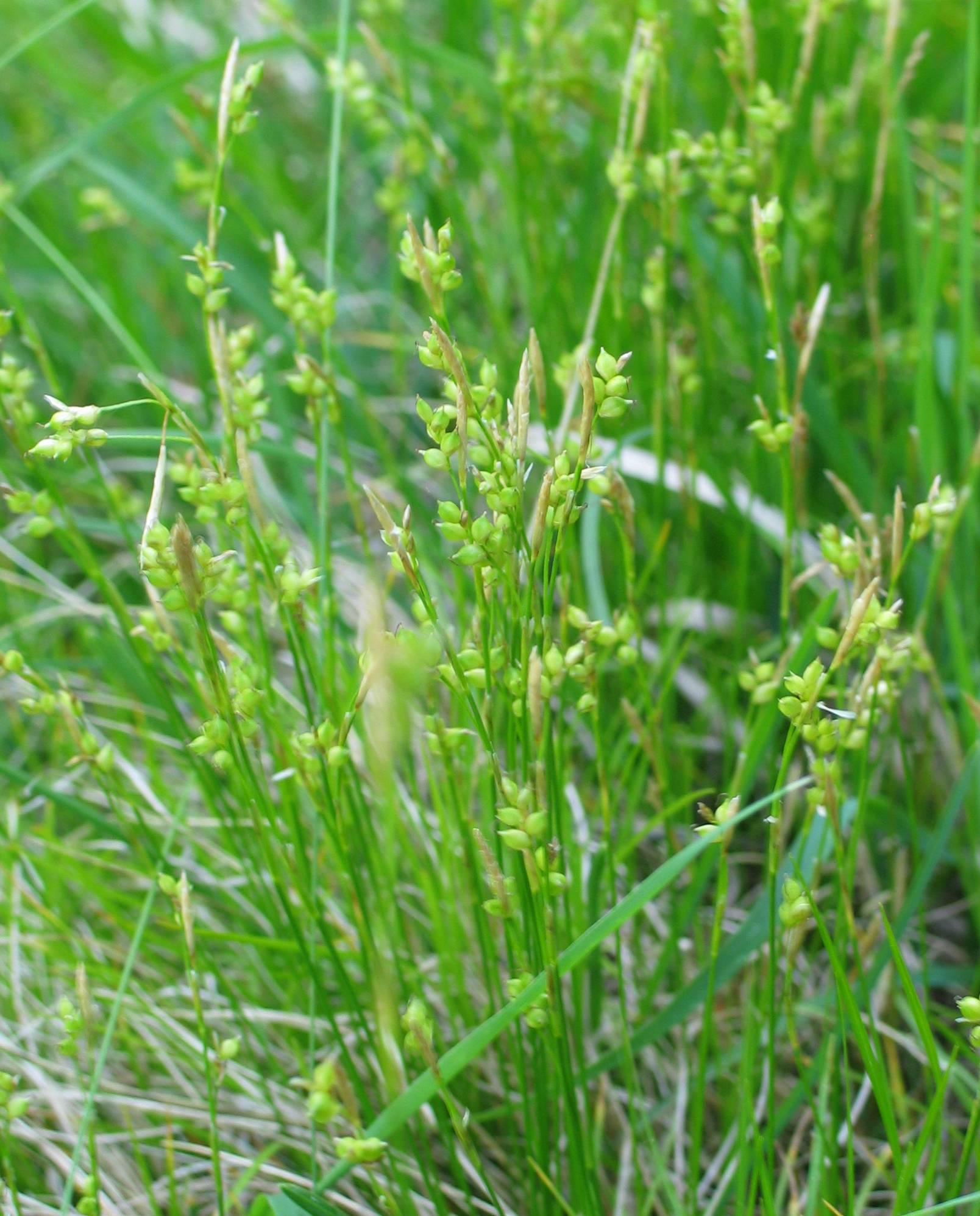
Strutstarr
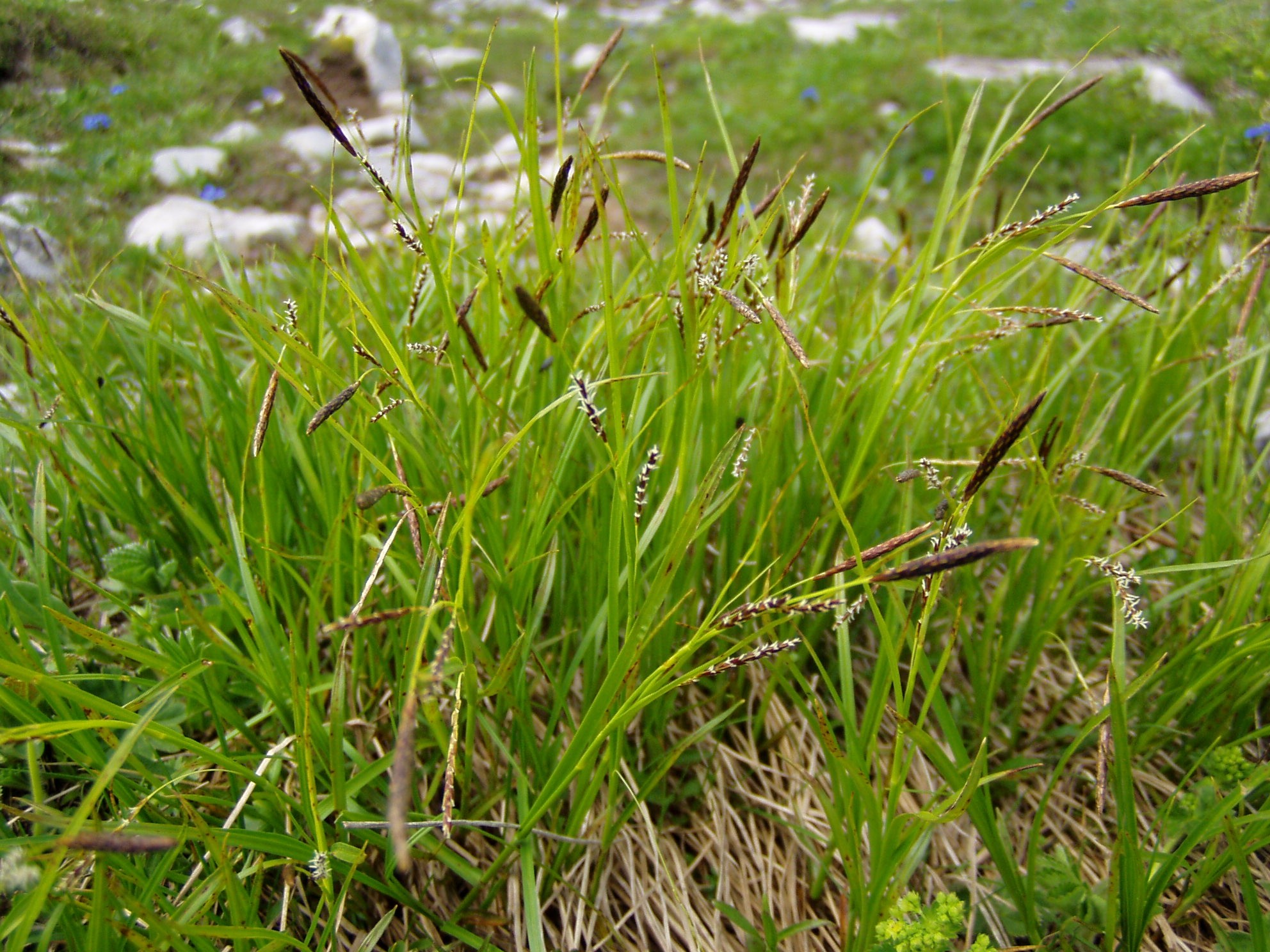
Carex sempervirens
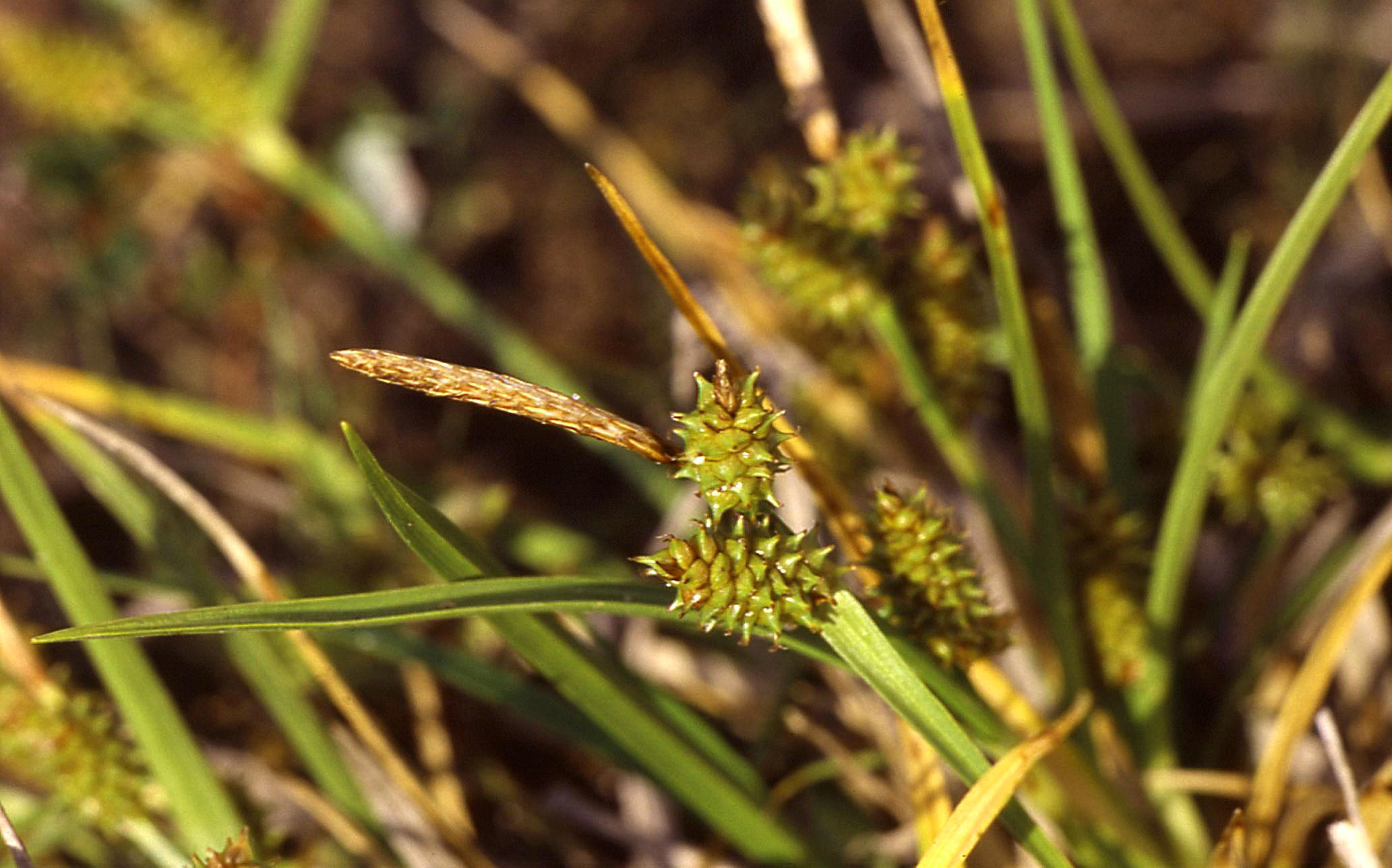
Ärtstarr